# Battalion Wars
Battalion Wars är titeln på ett spel släppt år 2005 av Nintendo till Nintendo Gamecube. Spelet har en uppföljare till Wii kallad Battalion Wars 2.
Världen i Battalion Wars har en våldsam historia med globala konflikter och korta, spända och nervlösa fred.
Två stora imperier skiljs av en tunn remsa land, en delimitariserad zon. I Tundraimperiet är Tsar Gorgi överbefälhavare för dess militära styrkor och kommer att lämna sin plats till sin son Marskalk Nova. Nova har en mer "modern" inställning än sin far, så folk hoppas på att en verklig fred är möjlig. Men på andra sidan zonen, i västra Gränslandet är General Herman mycket stridslysten, det var många år sen han var i strid. Då började BrigadgeneralKursiv Betty att förbereda mannarna för strid och samtidigt hålla ett öga på Tundraimperiet. Sen kommer det första uppdraget, då man ska följa efter en spion. Då får man reda på att Tundraimperiet har börjat mobilisera.
I det här spelet är man bataljonschef för västra gränslandet, medan i bonusbanorna är man bataljonschef för antingen fienden eller dom allierade.